# Bartnia Góra (góra)
Bartnia Góra (632 m n.p.m.) – góra w Beskidzie Niskim, w paśmie Magury Małastowskiej.

## Położenie
Jest najbardziej na północ wysuniętym szczytem w paśmie Magury Małastowskiej, z którą łączy się przez przełęcz Zdżar i Sołtysią Górę. Wznosi się na południowy wschód od Szymbarku i na północny wschód od Bielanki.

## Ukształtowanie
Wierzchowina szczytowa Bartniej Góry ma kształt rogalika, którego jedno ramię obniża się łagodnie na południe, ku przełęczy Zdżar, natomiast drugie opada stromo ku zachodowi, ku dolinie potoku Bielanka. Szczyt (632 m n.p.m.) znajduje się mniej więcej w centrum rogalika, natomiast na ramieniu opadającym ku zachodowi znajduje się druga kulminacja wysokości 629 m n.p.m. Stoki miernie rozczłonkowane. W kierunku północno-wschodnim od szczytu odchodzi długie ramię górskie, opadające przez wzniesienie zwane Wierzchowiną (ok. 520 m n.p.m.) w widły Ropy i Sękówki, aż ku centrum Gorlic. Szczyt w całości zalesiony.

## Turystyka
Na szczyt – pozbawiony widoków – nie prowadzi żaden znakowany szlak turystyczny. Węzeł szlaków turystycznych znajduje się na pobliskiej przełęczy Zdżar.